# Avions de papier lancés de l'espace

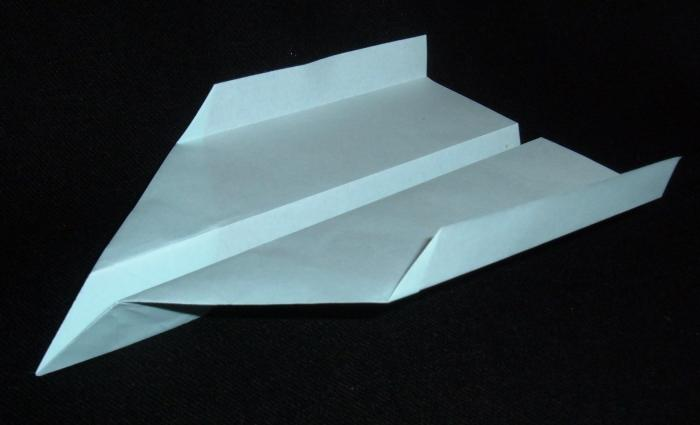
Avion de papier

Plusieurs projets planifiés ou en cours visent à lancer des avions de papier à partir de la stratosphère ou de plus haut.
Selon le Livre Guinness des records, le record de l'avion de papier lancé le plus haut est de 35 043 m.

## Projets

### Japon
En 2008, des scientifiques japonais, alliés à des maîtres de l'origami, envisagent de lancer une flottille d'avions de papier à partir de l'espace. Le lancement était prévu pour 2009 à partir de la Station spatiale internationale, à environ 400 km d'altitude du sol. Cependant, les membres du projet Takuo Toda et Shinji Suzuki reportent le projet en raison de l'impossibilité de tracer le parcours des avions jusqu'à leur retour sur Terre,. 
Le projet prévoit un total de 30 à 100 avions, qui voleraient chacun pendant quelques semaines à quelques mois. Lors d'un test réalisé dans une soufflerie hypersonique (en) au Japon en février 2008, un prototype d'environ 7,1 cm de long et 3,5 cm de large a survécu pendant 10 secondes à des vitesses évaluées à Mach 7 et à des températures évaluées à 200 °C[réf. souhaitée].

### Projet PARIS
Le 28 octobre 2010, le projet PARIS (Paper Aircraft Released Into Space (en)), mené par une équipe de passionnés britanniques, lance un avion de papier à partir d'une hauteur de 90 000 pi (27 432 m) au-dessus d'un point situé à environ 120 mi (193,12128 km) à l'ouest de Madrid, en Espagne. L'événement est homologué par le Livre Guinness des records.
Bien que le mot « space » apparaît dans le nom du projet, l'avion était plutôt dans la mésosphère, loin de la ligne de Kármán.

### Autres
En février 2011, 200 avions de papier sont lancés à partir d'un filet suspendu à un ballon-sonde volant à environ 23 mi (37 km) au-dessus de l'Allemagne. Équipés de puces électroniques, certains avions ont été récupérés en Europe, en Amérique du Nord et en Australie.
Le 13 septembre 2014, un groupe de cadets de la Civil Air Patrol de l'escadron Fox Valley de l'Illinois prétend avoir battu le record Guinness en ayant lancé une fléchette de papier à partir d'une hauteur de 96 563 pi (29 432 m),.
Le 24 juin 2015, un groupe de la Kesgrave High School du Suffolk, au Royaume-Uni, homologue un nouveau record Guinness en lançant un avion de papier à partir d'une altitude de 35 043 m.